# قلعه شیرآهن
قلعه شیرآهن مربوط به سده‌های میانه دوران‌های تاریخی پس از اسلام است و در شهرستان جاسک، بخش مرکزی، دهستان کنگان، کمتر از ۱ کیلومتری جنوب شرقی روستای شیرآهن واقع شده و این اثر در تاریخ ۲۳ بهمن ۱۳۸۵ با شمارهٔ ثبت ۱۷۳۷۰ به‌عنوان یکی از آثار ملی ایران به ثبت رسیده‌است.